# Dolina Czerwonej Wody
Dolina Czerwonej Wody – dolina górska w południowo-zachodniej Polsce w Sudetach Środkowych, w Górach Stołowych, w woj. dolnośląskim.

## Położenie
Górska dolina położona w Górach Stołowych na obszarze Parku Narodowego Gór Stołowych na wysokości 780–680 m n.p.m. między Karłowem na północnym zachodzie a Batorowem na południowym wschodzie.

## Opis
Dolina przedstawia słabo zaklęśnięta formę terenu o wydłużonym kształcie i wyraźnie wykształconym dnie pokrytym zwietrzeliną skał marglistych. Dolina z dwóch stron równolegle do osi ograniczona jest skalnymi progami stoliw. Rozciąga się równolegle do krawędzi stoliw tworząc malowniczy zakątek Gór Stołowych. Wyjątkowy charakter dolinie nadają kilkudziesięcimetrowe urwiska skalne, które wznoszą się w kierunku wyżej położonych stoliw. W obrębie doliny położone są: Szczeliniec Wielki, Stoliwo Skalniak, Białe Skały, Skały Puchacza, Skalne Grzyby, Dziczy Grzbiet. Dolina jest słabo zagospodarowana. Znaczna część powierzchni jest zalesiona a niewielką część zajmują łąki i niewielkie mokradła, najczęściej są to ślady dawniejszych torfowisk, które w wyniku melioracji na przełomie XIX i XX wieku zostały osuszone. Przez całą długość doliny prowadzą dwie malownicze drogi Kręgielny Trakt i Praski Trakt a środkiem meandruje potok Czerwona Woda, który wyznacza oś doliny. Na wysokości Karłowa dolinę równoleżnikowo przecina Droga Stu Zakrętów. Wzdłuż doliny położone są liczne torfowiska i niewielkie zabagnienia: Równa Łąka, Kształtna Łąka, Czeska Łąka, Burzowa Łąka, Niknąca Łąka, Wąska Łąka, Zmrozowisko, Małe Torfowisko Batorowskie, które powstały w niewielkich obszarowo zagłębieniach o podwyższonej akumulacji. Najbardziej znanym z takich obszarów na którym utworzono rezerwat przyrody jest wypełnione utworami neogenu Wielkie Torfowisko Batorowskie, gdzie od plejstocenu odbywa się sedymentacja szczątków roślin torfotwórczych.

## Budowa
Dolina powstała w skałach osadowych stoliwa środkowego poziomu wyniesienia zbudowanego z nieprzepuszczalnych górno kredowych margli poziomu Karłowa. Na styku z przepuszczalnym piaskowcami ciosowymi poziomu górnego występują liczne mokradła i wycieki wodne, dające początek dla wielu potoczków dopływów Czerwonej Wody.

## Roślinność
Na obszarze doliny występuje flora i fauna obszarów łąkowych i torfowiskowych występująca w Górach Stołowych. Obok pospolitych roślin torfowiskowych, jak wełnianka pochwowata, wełnianka wąskolistna, czy żurawina błotna, występuje bagno zwyczajne, turzyca nitkowata, turzyca skąpokwiatowa, modrzewnica północna, niektóre z nich w Polskiej czerwonej księdze roślin ujęte są jako rośliny zagrożone wyginięciem. W większości dolinę porasta monokultura świerka a naturalnie występującymi drzewami są jawor, grab, wiąz, buczyna zajmują one niewielką powierzchnię w wyniku wcześniejszej złej gospodarki leśnej.

## Topografia
Dolina usytuowana jest na linii północny zachód – południowy wschód. Jest to tzw. kierunek sudecki, typowy dla większości pasm w Sudetach, uwarunkowany specyficznymi procesami geologicznymi, a szczególnie tektonicznymi. Prawie cały główny masyw Gór Stołowych położony jest w obrębie Śródsudeckiej strefy ścinania. Uskok ramowy zapadliska Kudowy przesuwa się na wschód i na obszarze Gór Stołowych wyznacza południową granicę rowu tektonicznego Czerwonej Wody równoległą do Śródsudeckiej strefy ścinania. Rów tworzy podłużne obniżenie w Górach Stołowych i wyznacza granice Doliny Czerwona Woda.

## Działalność człowieka
Ingerencja człowieka na teren doliny nastąpiła bardzo wcześnie o czym świadczą stare drogowskazy drogowe, już w średniowieczu przez dolinę poprowadzono szlaki handlowe Praski Trakt i Kręgielny Trakt. W latach 70. XIX wieku w górnej części doliny wybudowano Drogę Stu Zakrętów.
Największa degradacja doliny nastąpiła na przełomie XIX i XX wieku. W wyniku działalności człowieka na obszarze doliny nastąpiła duża populacja rozrastającego się świerka, która, po przeprowadzeniu melioracji i osuszeniu została sztucznie wprowadzona. W wyniku tych zabiegów teren doliny niemal całkowicie został osuszony, a większość zabagnionych obszarów i torfowisk zaczęło zamierać zmniejszając swoją powierzchnię, przez co dolina utraciła cały szereg interesujących gatunków roślin. Zwarty drzewostan świerkowy wprowadzony w wielu przypadkach sztucznie, przez wiele lat oddziaływał negatywnie na większość rzadkich i chronionych gatunków i doprowadził do zmniejszenia się ich populacji. Obecnie po dokładnym i fachowym rozpoznaniu botanicznym, usuwa się świerki z kilku szczególnie cennych miejsc, gdzie powodował degenerację rzadkich siedlisk i gatunków.

## Inne
- Potok Czerwona Woda płynący przez dolinę jest najdłuższym potokiem w Górach Stołowych płynącym po polskiej stronie oraz odwadnia największą powierzchnię Gór Stołowych.

## Miejscowości
- Karłów
- Batorówek